# Iku-Turso
Iku-Turso est un monstre marin maléfique de la mythologie finnoise. Il est également connu sous le nom d'Iku-Tursas, d'Iki-Tursas, de Meritursas, de Tursas et de Turisas. De nos jours, meritursas, du nom d'Iku-Turso, signifie « pieuvre » en finnois, bien qu'à l'origine, tursas est un ancien nom pour le morse, et même si mursu reste le terme le plus communément usité. Pareillement' il est plus commun d'utiliser le mot mustekala pour la pieuvre, littéralement « poisson à encre », qui est en finnois le nom de sa sous-classe Coleoidea.
Le nom du monstre est probablement lié au proto-germanique Þurisaz, qui signifie géant.

## Description

Deux variantes du tursaansydän (le cœur de Tursas), connu également sous le nom de mursunsydän (cœur de morse), un ancien symbole scandinave qui apporterait la chance et protègerait de la malédiction.

Son apparence reste incertaine, mais plusieurs épithètes sont utilisés pour le décrire: partalainen (celui qui vit sur le bord, ou encore le barbu), Tuonen härkä (le bœuf de Tuoni, la Mort), tuhatpää (mille têtes), tuhatsarvi (à cornes multiples). Il est dit parfois qu'il vit au Pohjola, et c'est possiblement parce que le Pohjola est souvent perçu comme la patrie de tous les maux.
Dans certaines versions du conte La naissance des neuf maladies Iku-Turso est mentionné comme étant le père des maladies, paternité qu'il partage avec Loviatar, la fille aveugle de Tuoni, le dieu de la mort. Les géants scandinaves (þursar, sg. Þurs) avaient la capacité de tirer des flèches qui causaient des maladies chez les humains. Cette caractéristique et le fait que þurs partage une orthographe proche de Tursas donne du crédit à l'idée qu'ils puissent être liés. Certaines runes disent que Meritursas partalainen provoque la grossesse de la Jeune Fille de l'Air (Ilman impi, Ilmatar). Elle a ensuite donné naissance à Väinämöinen, ce qui en fait une créature à l'origine du mythe primitif. D'autre part, le personnage est également mentionné comme étant le fils d'Äijö (un nom habituellement attribué au Dieu du ciel).

## Dieu de la guerre
Dans la liste des dieux de Tavastie, de Mikael Agricola, il est mentionné comme le dieu de la guerre: Turisas voiton antoi sodast « Turisas a apporté la victoire par la guerre ». Il a été suggéré que le dieu de cette liste est le même que le dieu scandinave de la guerre Tyr ; cependant, cette théorie n'est pas largement soutenue aujourd'hui.

## Héritage

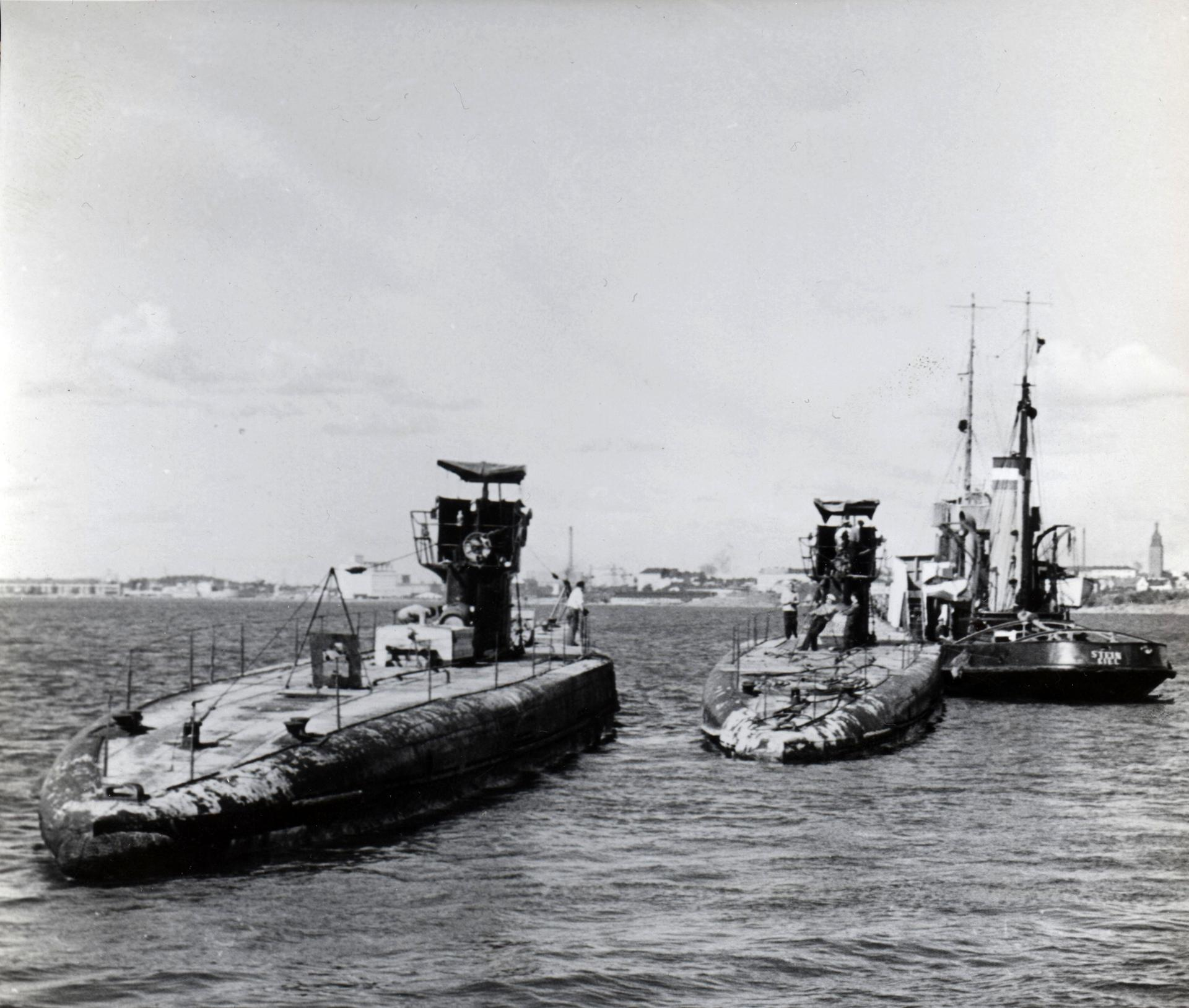
Le sous-marin Iku-Turso de classe Vetehinen.

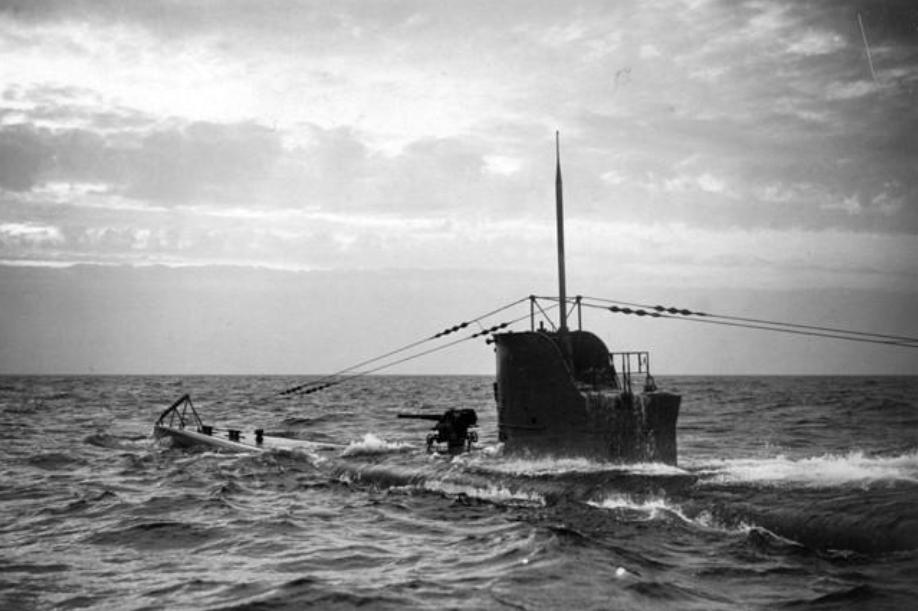
Le sous-marin Iku-Turso de classe Vetehinen.

L'un des trois sous-marins de classe Vetehinen utilisés par la Finlande pendant la Seconde Guerre mondiale a été nommé d'après Iku-Turso. Après la guerre, l'Union soviétique a refusé à la Finlande l'utilisation de sous-marins et les épaves ont été vendues à la Belgique pour y être mises à la casse. Il existe d'autres entités nommées d'après la créature mythologique comme l'astéroïde (2828) Iku-Turso ou encore le groupe de métal finlandais Turisas. Dans la culture populaire, Iku-Turso fait des ravages à Helsinki, dans la bande dessinée de Donald Duck La Quête du Kalevala, sous le crayon de Don Rosa.

## Dans la culture populaire
- Le groupe de métal folklorique finlandais Turisas porte le nom du dieu de la guerre.
- Iku-Turso est présenté comme un monstre dans Final Fantasy XI.
- À la fin de l'année 2009, la fédération professionnelle de catch CHIKARA a introduit dans sa publicité un personnage nommé Tursas, inspiré de la créature mythologique.
- L'Iku-Turso est présenté dans le troisième roman de House of Secrets, House of Secrets: Le choc des mondes.
- Iku-Turso est le nom d'une bière finlandaise.